# Periscepsia rufitibia
Periscepsia rufitibia är en tvåvingeart som först beskrevs av Villeneuve 1938.  Periscepsia rufitibia ingår i släktet Periscepsia och familjen parasitflugor. Inga underarter finns listade i Catalogue of Life.